# Alfred Goodman Gilman

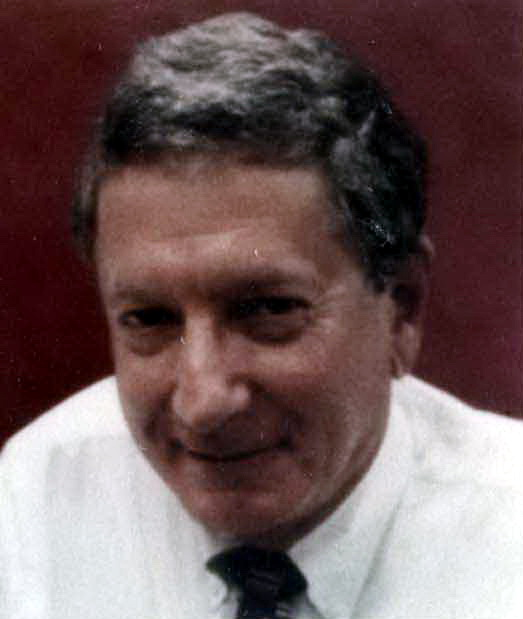
Alfred Goodman Gilman (1994)

Alfred Goodman Gilman (* 1. Juli 1941 in New Haven, Connecticut; † 23. Dezember 2015 in Dallas, Texas) war ein US-amerikanischer Pharmakologe und Nobelpreisträger.

## Leben
Gilman ist ein Sohn des Pharmakologen und Professors der Yale University, Alfred Gilman, Sr. (1908–1984). Den zweiten Vornamen Goodman erhielt er zu Ehren eines Kollegen seines Vaters, des Pharmakologen Louis S. Goodman (1906–2000). Bis zum Jahr 1962 studierte er Naturwissenschaften und Medizin an der Universität Yale, dann an der Case Western Reserve University in Cleveland, wo er 1969 zum Doktor der Medizin promoviert wurde.
Im Jahr 1971 wurde Gilman Professor an der University of Virginia in Charlottesville. 1975 erhielt er den John J. Abel Award in Pharmakologie und 1984 einen Gairdner Foundation International Award. Im Jahr 1985 wurde er Mitglied der National Academy of Sciences, deren Richard Lounsbery Award er 1987 erhielt. Die American Academy of Arts and Sciences nahm ihn 1988 als Mitglied auf. 1989 wurde Gilman mit dem Louisa-Gross-Horwitz-Preis und dem Albert Lasker Basic Medical Research Award ausgezeichnet. Im Jahr 1994 erhielt er zusammen mit Martin Rodbell den Nobelpreis für Physiologie oder Medizin „für die Entdeckung der Zellkommunikation und im speziellen der Entdeckung der G-Proteine“.
Seit 1981 leitete Gilman das „Department of Pharmacology“ am UT Southwestern Medical Center in Dallas. Er war außerdem Kanzler der dortigen Medical School und leitete die akademische Forschung der Universität. Im Jahr 2000 etablierte er die „Alliance for Cellular Signalling“, eine internationale und interdisziplinäre Kooperation von 50 Forschern und 20 Forschungszentren zur Entschlüsselung der Signaltransduktion. Er war 1980, 1985 und 1990 Hauptautor der jeweiligen Auflagen des bekannten Pharmakologie-Lehrbuchs The Pharmacological Basis of Therapeutics. Er starb 74-jährig am 23. Dezember 2015 an Bauchspeicheldrüsenkrebs.